# Kfz-Kennzeichen der US-Streitkräfte in Deutschland
Als Kfz-Kennzeichen der US-Streitkräfte in Deutschland für stationierte US-Soldaten, amerikanische Zivilbedienstete und deren Familienangehörige wurden bis Ende 2005 sogenannte „Lookalike“-Kennzeichen ausgegeben, die wie deutsche Kennzeichen aussahen. Seit 2006 werden an neuen Fahrzeugen deutsche Kennzeichen angebracht. Für Überführungskennzeichen wird das Unterscheidungszeichen „T“, für Exportkennzeichen wird „QQ“, früher „SH“, verwendet. Die amerikanischen Fahrzeuge in Deutschland werden nicht den deutschen HU- und AU-Untersuchungen unterzogen. Bei Fahrten in das Nicht-EU-Ausland muss ein Nationalitätszeichen („D“ oder „EU“) am Fahrzeugheck angebracht werden (bisher „USA“-Aufkleber). Für die älteren Lookalike-Kennzeichen wurde als Unterscheidungszeichen „AD“, „AF“, „HK“ sowie „IF“ gewählt, wobei letztgenanntes ausschließlich für zivilmilitärische Fahrzeuge des US-Heeres Verwendung findet, beispielsweise der US-Militärpolizei, Fahrzeuge von AAFES sowie Fahrzeuge von Non-Appropriated-Funds-Organisationen (Organisationen mit haushaltsrechtlichem Sondervermögen und aus Haushaltsmitteln finanzierte Stellen), welche von 1982 bis 2000 das Unterscheidungszeichen „NZ“ trugen. 

## Entwicklung bis zum Jahr 2000
Die ersten Kennzeichen wurden 1946 herausgegeben. Nach amerikanischem Recht gilt die Fahrzeugzulassung nur für ein Jahr und muss dann gegen Gebühr um ein weiteres Jahr verlängert werden. Von 1951 bis einschließlich 1961 erschien das Gültigkeitsjahr auf dem Nummernschild. Seit 1962 erscheint nur noch in kleinerer Schrift das Kürzel „USA“, davor fand sich auf dem Kennzeichen noch die Beschriftung „United States of America“ oder „US Forces in Germany“. Der Nummernaufbau war bis 2000 überwiegend in der Form „AB 1234“.
In den 1960er und 1970er Jahren waren die Kennzeichen meist grün und mit schwarzer Schrift versehen. In den 1980er und 1990er Jahren dann weiß mit schwarzer Schrift, ab etwa Mitte der 1990er Jahre zusätzlich mit aufgedrucktem breitem oberen und unterem schwarzem Rand, um das Höhen-/Seitenverhältnis optisch etwas an das deutsche Design anzunähern. Größe und Format des Schildes entsprachen den typischen Kennzeichen in den USA (6" × 12").

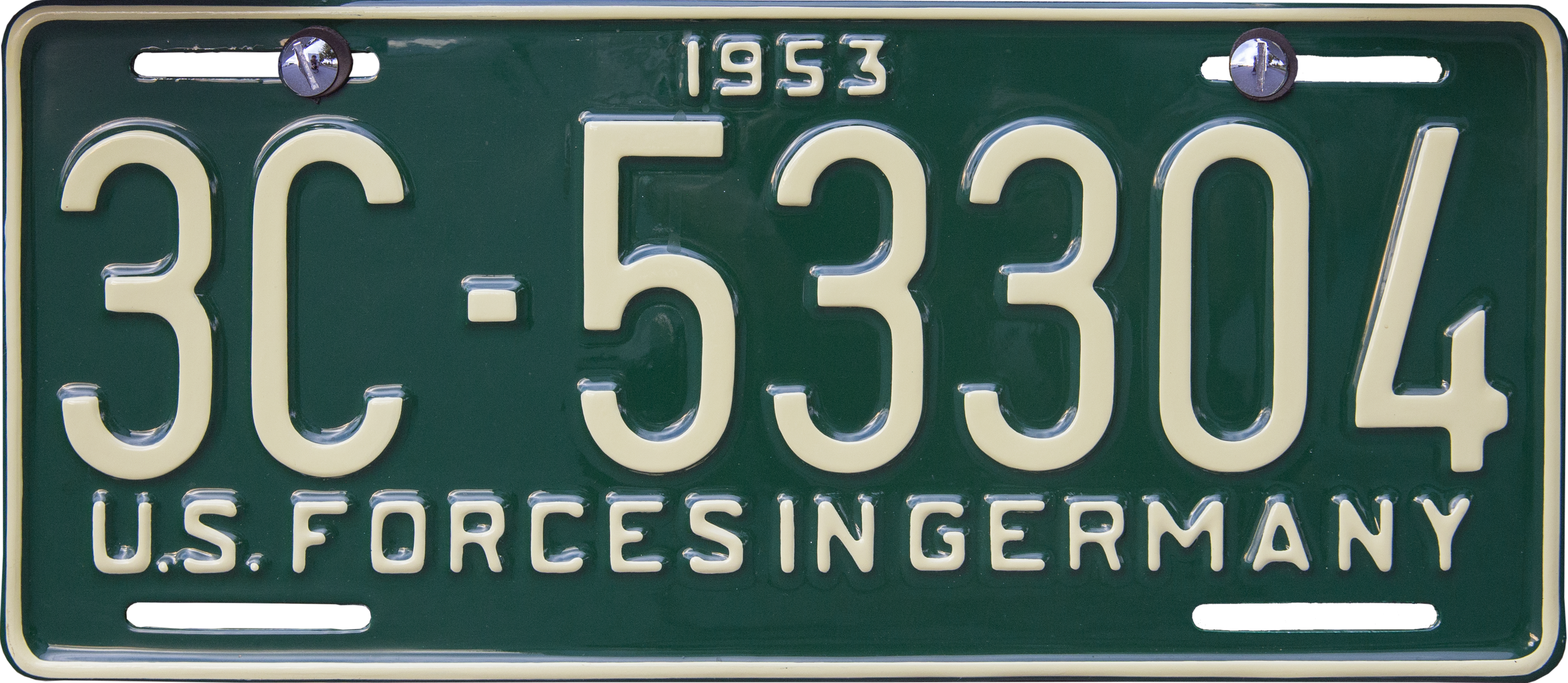
Grünes Kennzeichen von 1953
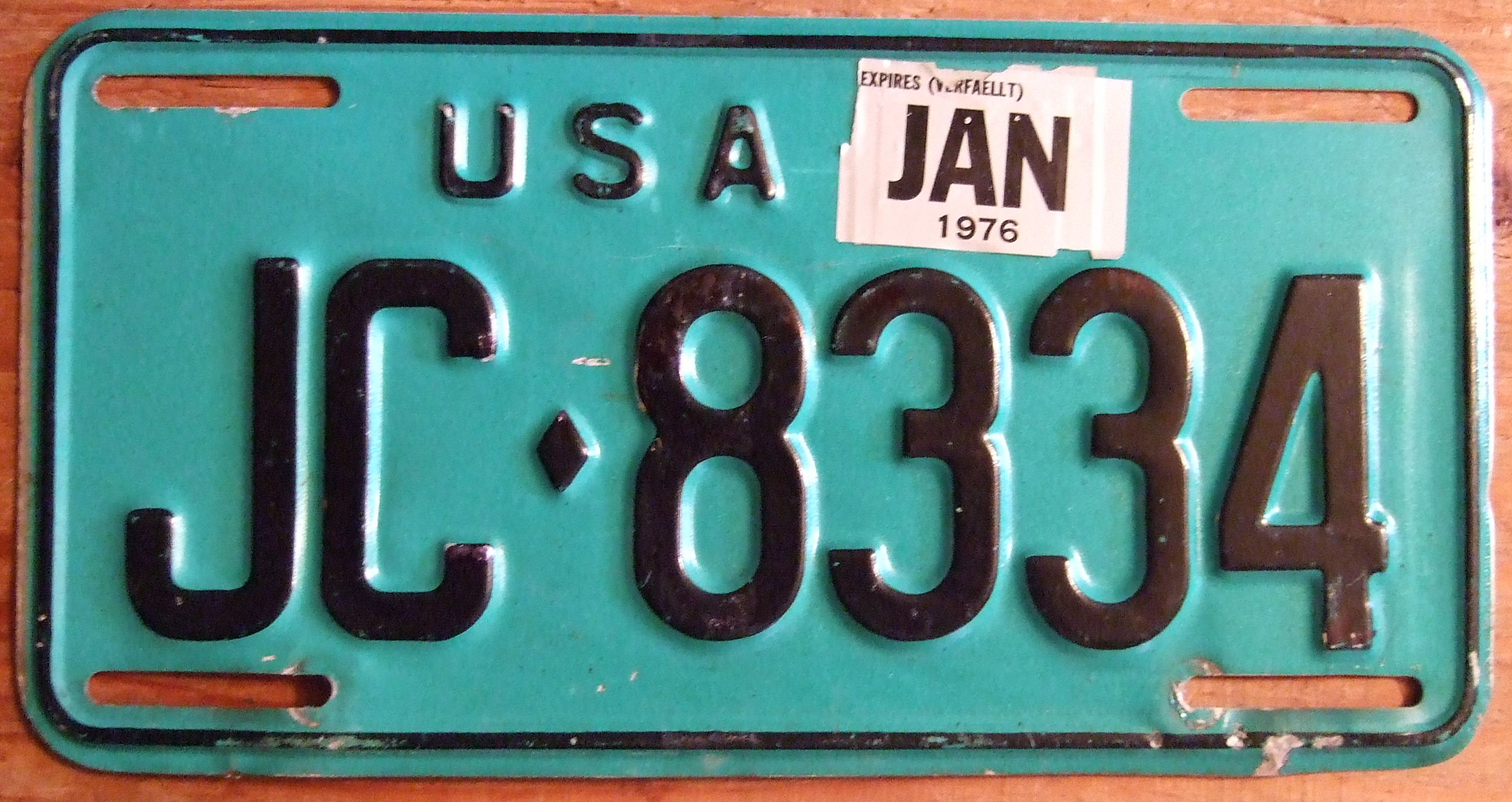
Serie von 1973 bis 1982
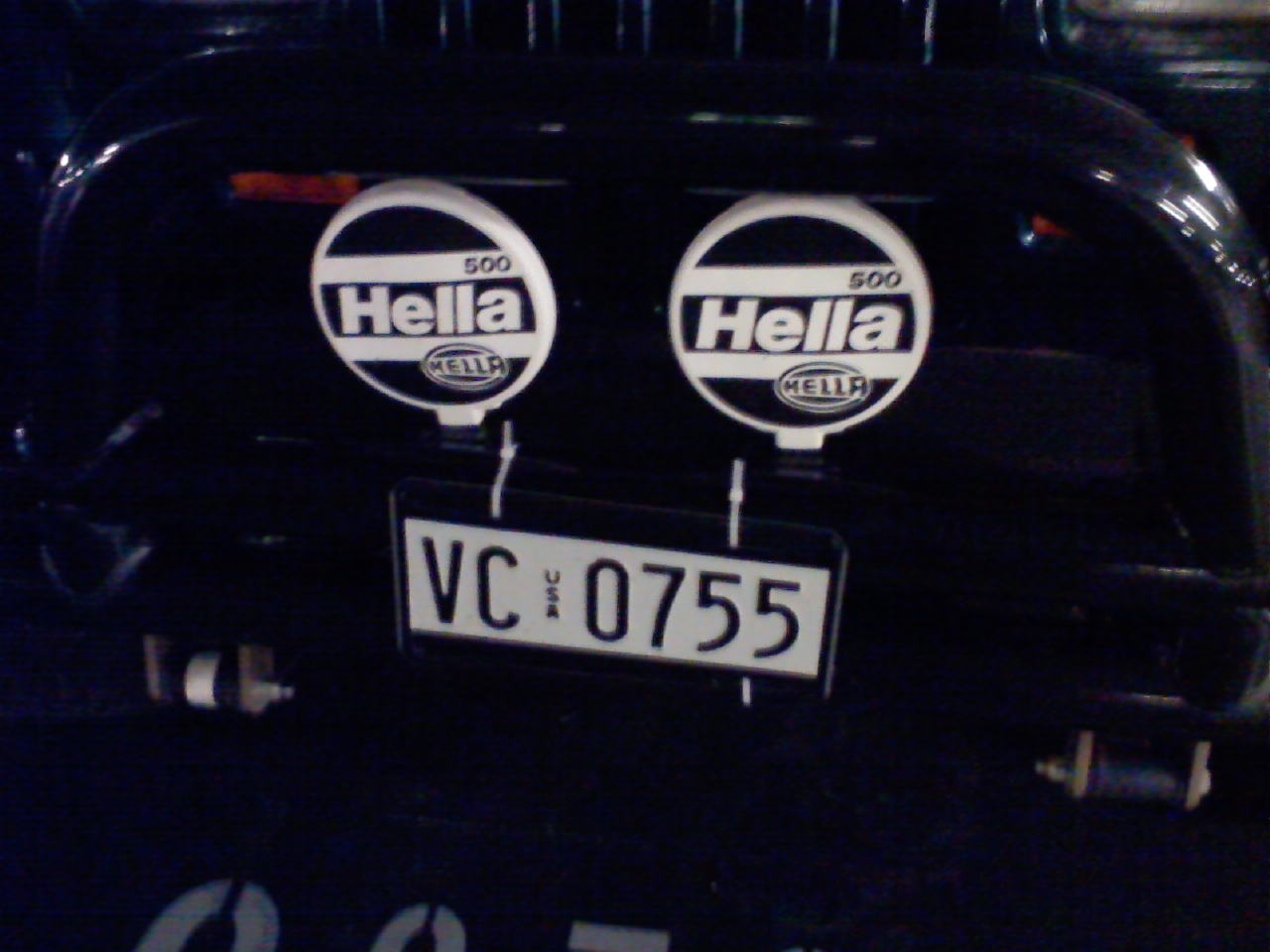
Vorgänger der „Lookalike“-Nummernschilder

## Lookalike-Kennzeichen von 2000 bis 2005

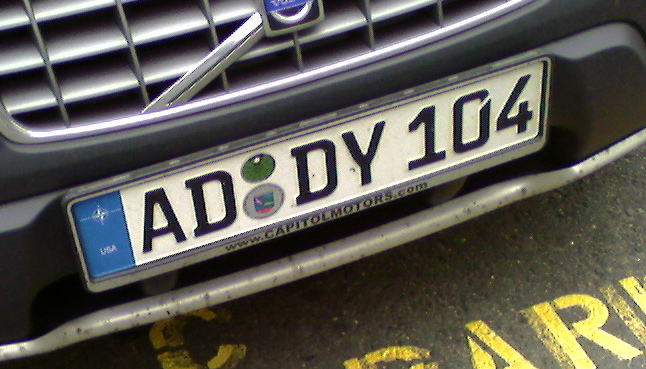
„AD“-Kennzeichenschild in der Standardgröße

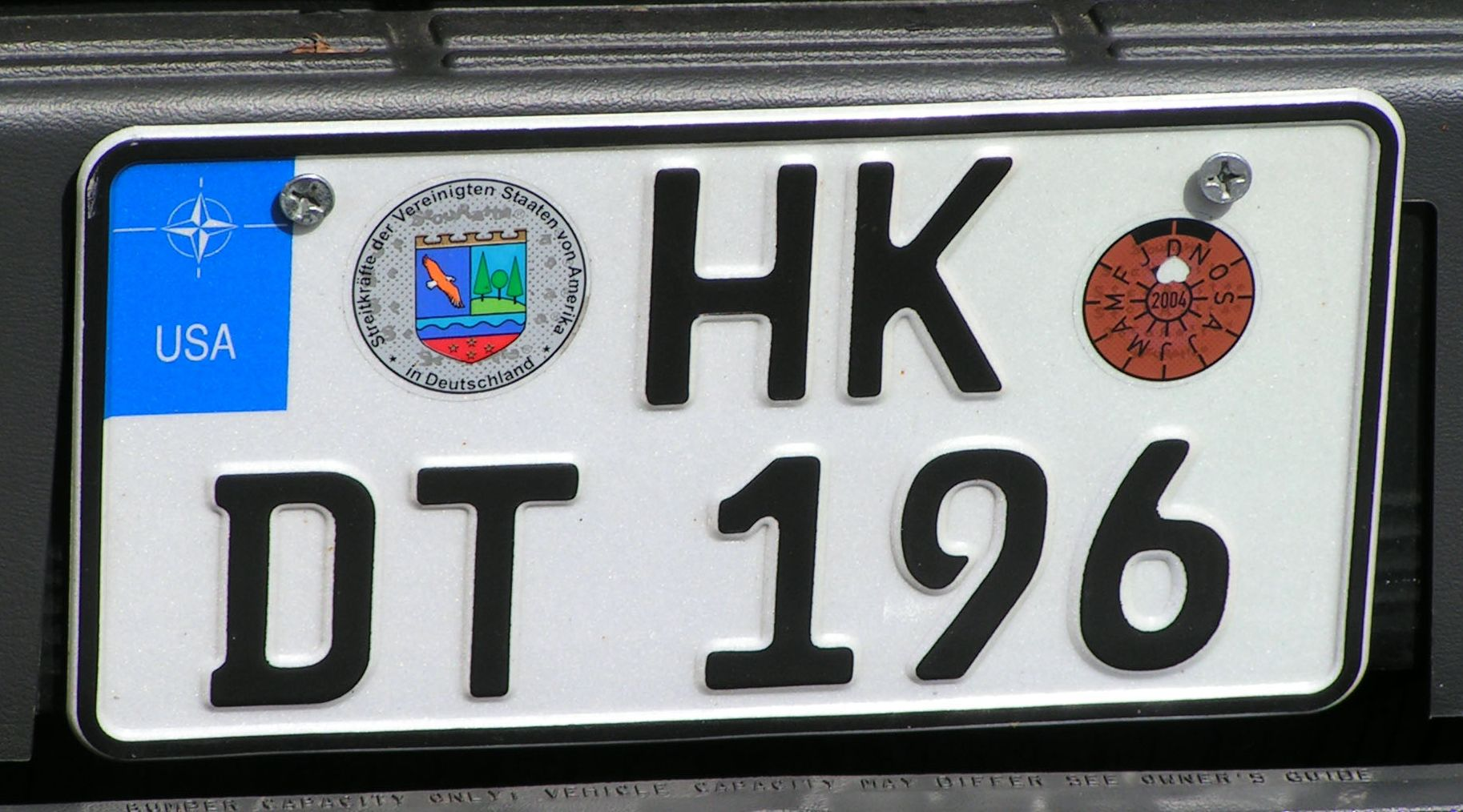
„HK“-Nummernschild ab 2004 in kleinerer Größe

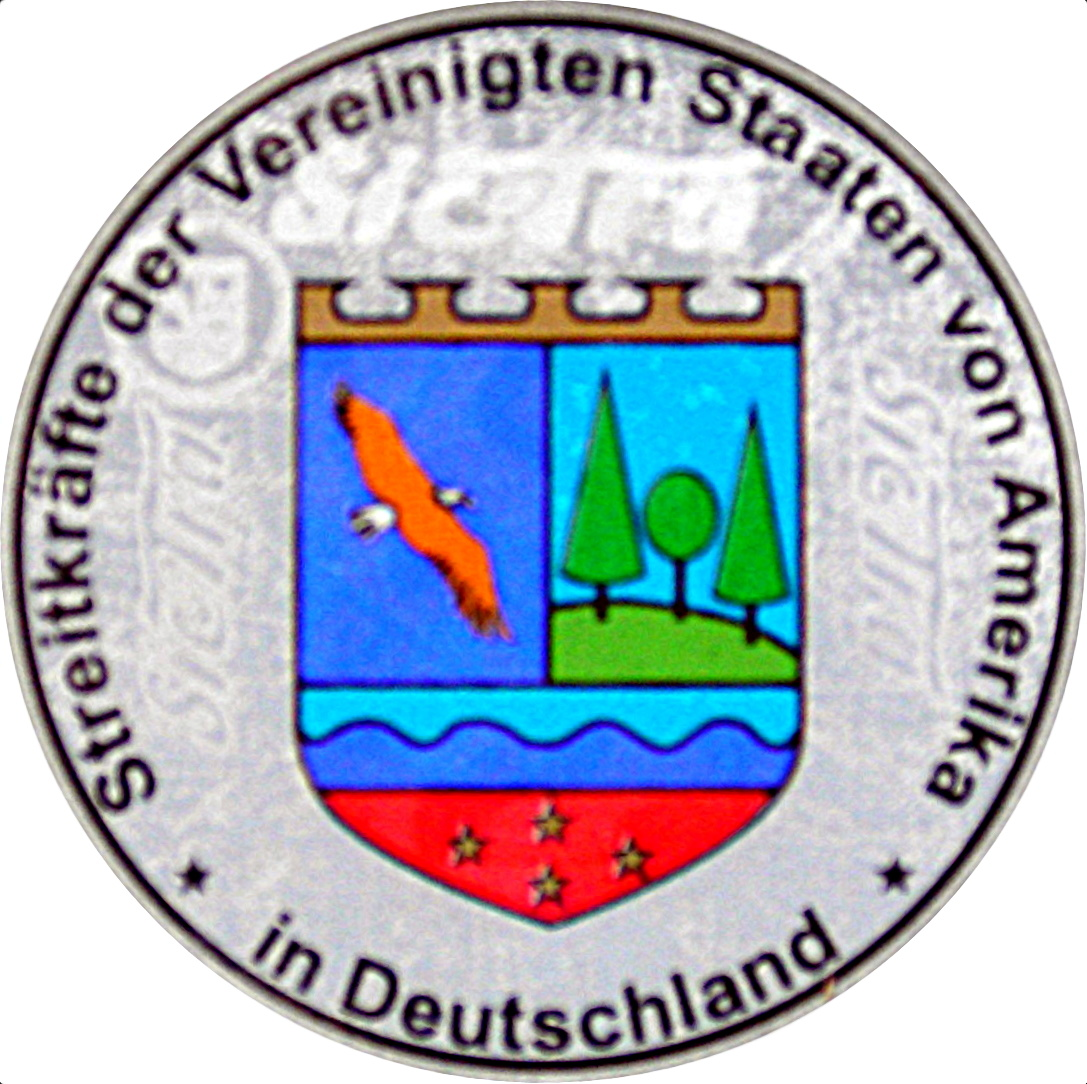
Eigens entworfene Plakette

Aufgrund von Sicherheitsbedenken der US-Streitkräfte wurden mit Billigung der deutschen Regierung seit ca. 2000 den EU-Schildern nachempfundene und damit unauffällig wirkende „Lookalike“-Kennzeichen verwendet. Seit dem 1. Januar 2002 wurden nur noch „Euro-Schilder“ ausgegeben. Als „Zulassungsbezirk“ wurden die Kürzel „AD“ (Standardgröße) und „AF“ (kleine Größe) ausgewählt, da dies die ersten freien zweistelligen Kombinationen im Alphabet waren. Einige Zeit später merkte man, dass „AF“ leicht mit Allied Forces (alliierte Streitkräfte), American Forces (amerikanische Streitkräfte) oder Air Force (Luftwaffe) in Verbindung gebracht werden kann. Die Militärbehörden entschlossen sich, die Kombination „AF“ nicht mehr zu vergeben und diese durch „HK“ zu ersetzen. Die genannten Kombinationen wurden an Privatfahrzeuge von Angehörigen der US-Streitkräfte in Deutschland vergeben. Für dienstlich zugelassene Fahrzeuge verwendet man die Kombination „IF“ in allen Kennzeichengrößen. Das Kennzeichen „HK“ wurde noch bis Ende 2009 vergeben, danach ist es, wie schon „AD“ und „AF“, auslaufend und wird durch ausschließlich deutsche Kennzeichen ersetzt. „HK“ ist seit dem 1. Juli 2012 dem Landkreis Heidekreis zugeteilt.

### Aufbau
Der Aufbau der Nummer folgte der Form „AD AB 123“. Auf der linken Seite waren statt des EU-Sternenkranzes das NATO-Emblem und der Schriftzug „USA“ angegeben. Die Plakette des Zulassungsbezirks lautete auf „Streitkräfte der Vereinigten Staaten von Amerika in Deutschland“. Im Wappen waren die Symbole der drei Teilstreitkräfte abgebildet. Anstelle der HU-Plakette – die Fahrzeuge unterlagen nicht deutschem Recht und benötigten daher keine deutsche Hauptuntersuchung (die HU war jedoch jährlich vor der Erneuerung der Zulassung verpflichtend und wurde in der Prüfstelle der Streitkräfte, oftmals durch deutsche Prüfer, vorgenommen) – ist das Ablaufdatum der Zulassung angegeben. Die Plakette unterschied sich zunächst von der HU-Plakette darin, dass das Jahr vierstellig und die Monate mit Buchstaben (J, F, M, A …) statt mit Zahlen (1, 2, 3, 4 …) gekennzeichnet wurden und auch der Ablaufmonat der Zulassung gelocht war. Diese Lochung musste sich auf der 12-Uhr-Position befinden. Allerdings wurden ab 2004 HU-Plaketten nach deutscher Machart (also mit Zahlen und mit zweistelliger Jahreszahl) verwendet, die Lochung blieb allerdings erhalten. Vorderes und hinteres Schild waren gleich, da es keine AU-Plakette gab.

### Erscheinungsbild
Neben den Buchstabenkürzeln gab es weitere Unterschiede zu Fahrzeugen mit deutscher Zulassung. Die häufig anzutreffende verkleinerte Kennzeichenversion, die bei Kennzeichen mit „AF“ und „HK“ eingesetzt wurde, wird bei deutschen Zulassungen nur an landwirtschaftliche (Zug-)Fahrzeuge, Leichtkrafträder und nur in seltenen Ausnahmefällen auch an Autos vergeben, an denen nicht ausreichend Platz für die sonst üblichen Kennzeichen ist, welche zum Großteil Importe aus Nordamerika sind. Durch Verwendung der verkleinerten Version an Autos von US-Angehörigen relativierte sich der Sicherheitsgewinn, da die kleineren Kennzeichen relativ leicht aus einiger Entfernung zu erkennen waren. Bestärkt wurde dieser Effekt außerdem durch die Tatsache, dass oft zweizeilige Kennzeichen an Autos angebracht wurden, an denen der Platz für ein einzeiliges Kennzeichen in der normalen deutschen Größe (Kennzeichen mit „AD“) gereicht hätte. Des Weiteren sind viele Privatautos der US-Streitkräfte auch von Weitem an ihrer – in Deutschland ungewöhnlichen – Ausstattung und Erscheinungsform zu erkennen, beispielsweise an den roten hinteren Blinkern und/oder Seitenmarkierungsleuchten oder am orangefarbenen Standlicht vorn oder auch daran, dass das Fahrzeugmodell regulär nie in Deutschland erhältlich war.

## Aktuelle Entwicklung (2005 bis heute)

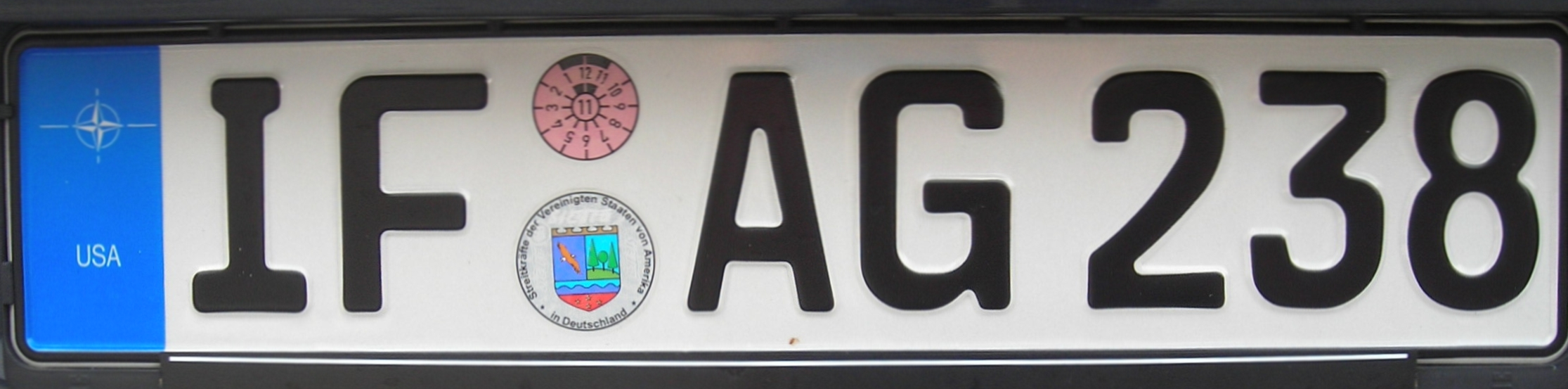
„IF“-Kennzeichenschild

### Ausgabe deutscher Kennzeichen
Ende 2005 wurde von den Militärbehörden entschieden, dass die Lookalike-Kennzeichen keine ausreichende Sicherheit für die privaten Fahrzeuge des US-Militärpersonals böten. Deswegen werden seit Dezember 2005 neu angemeldete Fahrzeuge mit deutschen Kennzeichen des jeweiligen Zulassungsbezirks ausgestattet, in dem sich die Militäreinrichtung befindet. Hiervon nicht betroffen sind äußerlich erkennbare offizielle Fahrzeuge, wie z. B. Fahrzeuge der US-Militärpolizei; diese erhalten weiterhin Lookalike-Kennzeichen der Serie „IF“. Zivile Mannschaftsfahrzeuge der US-Armee (z. B. Kleinbusse) erhalten dagegen deutsche Zivilkennzeichen.
Inzwischen wurden alle Lookalike-Kennzeichen mit Ausnahme des „IF“ durch deutsche Zivilkennzeichen ersetzt. Betroffen davon sind u. a. folgende Standorte mit den entsprechenden Unterscheidungszeichen:
| Kürzel | Standorte |
| ------ | --- |
| AN     | Katterbach Heliport, Barton Barracks und Shipton Kaserne in Ansbach                                          |
| AS     | Rose Barracks in Vilseck                                                                                     |
| BB     | Panzerkaserne in Böblingen                                                                                   |
| BIR    | Militärische Einrichtungen in Baumholder, u. a. Truppenübungsplatz Baumholder, Baumholder Airfield           |
| BIT    | Spangdahlem                                                                                                  |
| COC    | Büchel |
| GAP    | Sheridan Barracks und Artillery Kaserne in Garmisch-Partenkirchen                                            |
| GER    | Germersheim Army Depot in Germersheim                                                                        |
| HS     | NATO Air Base Geilenkirchen in Geilenkirchen                                                                 |
| KL     | Kaiserslautern Military Community mit allen zugehörigen militärischen Einrichtungen in und um Kaiserslautern |
| NEA    | Storck Barracks in Illesheim                                                                                 |
| NEW    | Truppenübungsplatz Grafenwöhr in Grafenwöhr                                                                  |
| NM     | Truppenübungsplatz Hohenfels in Hohenfels                                                                    |
| S      | Stuttgart Army Airfield, Kelley Barracks, Robinson Barracks und Patch Barracks in Stuttgart                  |
| WI     | USAREUR Hauptquartier, Consolidated Intelligence Center der NSA, Lucius D. Clay Kaserne in Wiesbaden         |

Da auch US-Angehörige nach einem Umzug innerhalb Deutschlands ihre Kennzeichen mitnehmen können, befinden sich oftmals US-amerikanische Fahrzeuge mit Kennzeichen bereits längst geschlossener Einrichtungen noch Jahre später im Verkehr. Folgende Kürzel mit ehemaligen Standorten befinden sich noch im Umlauf:
| Kürzel | Ehemalige Standorte                                                            | Umzug nach                           |
| ------ | ------------------------------------------------------------------------------ | ------------------------------------ |
| BA     | Warner Barracks und Bamberg Airfield in Bamberg                                |                                      |
| DA     | Dagger Complex in Darmstadt                                                    | Wiesbaden                            |
| HD     | USAREUR Hauptquartier, Hauptquartier des V. US-Korps, Heidelberg Army Airfield | Wiesbaden, Stuttgart, Kaiserslautern |
| GI     | Distribution Center des AAFES in Gießen                                        | Germersheim (bis 2015)               |
| MA     | AFN Europe und Coleman Barracks in Mannheim                                    | Wiesbaden, Kaiserslautern            |

### Überführungskennzeichen

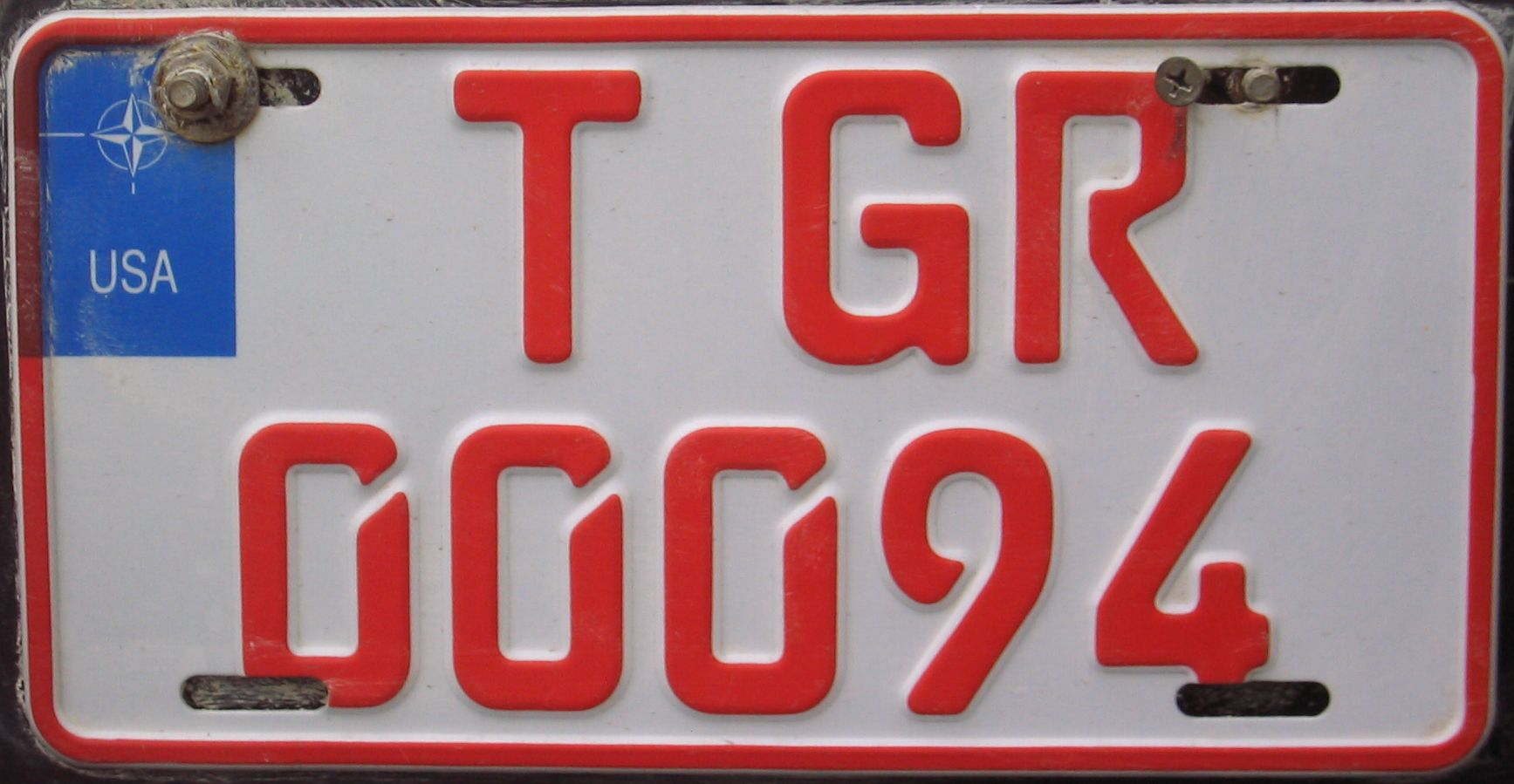
Überführungskennzeichen vom Standort Grafenwöhr

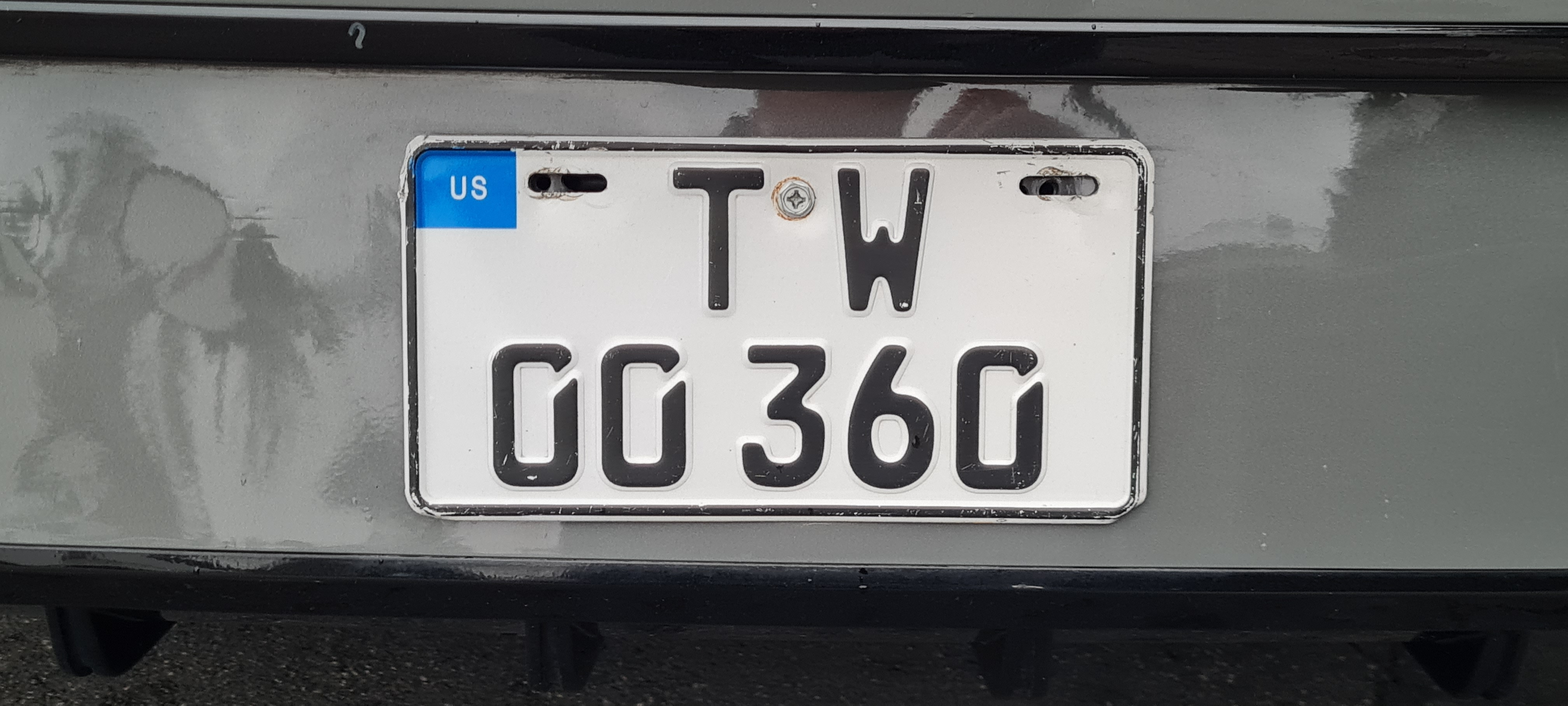
Überführungskennzeichen in neuer schwarzer Farbe vom Standort Wiesbaden, gesehen im April 2023

Seit Ende 2008 sind neue Überführungskennzeichen in Gebrauch. Sie hatten zunächst rote FE-Schrift in der Schreibweise „T X(X) 00012“, wobei „T“ für „Transfer“ (Überführung) oder „Temporary“ (zeitlich befristet) und „X(X)“ für das Standortkürzel (ein oder zwei Buchstaben) stehen, gefolgt von einer Nummer mit führenden Nullen. In neuerer Zeit werden die Kennzeichen nicht mehr in roter, sondern in weniger auffälliger schwarzer Farbe ausgegeben.
| Kürzel | Standort               | Kürzel | Standort             |
| ------ | ---------------------- | ------ | -------------------- |
| T A    | Ansbach                | T H    | Heidelberg           |
| T BH   | Baumholder             | T HS   | Hohenfels            |
| T BR   | Bruchsal               | T I    | Ingolstadt           |
| T BU   | Büchel                 | T K    | Kaiserslautern       |
| T BW   | Heidelberg/Mannheim    | T M    | Sembach (Motorräder) |
| T G    | Garmisch-Partenkirchen | T S    | Stuttgart            |
| T GK   | Geilenkirchen          | T SP   | Spangdahlem          |
| T GR   | Grafenwöhr             | T W    | Wiesbaden            |

### Exportkennzeichen

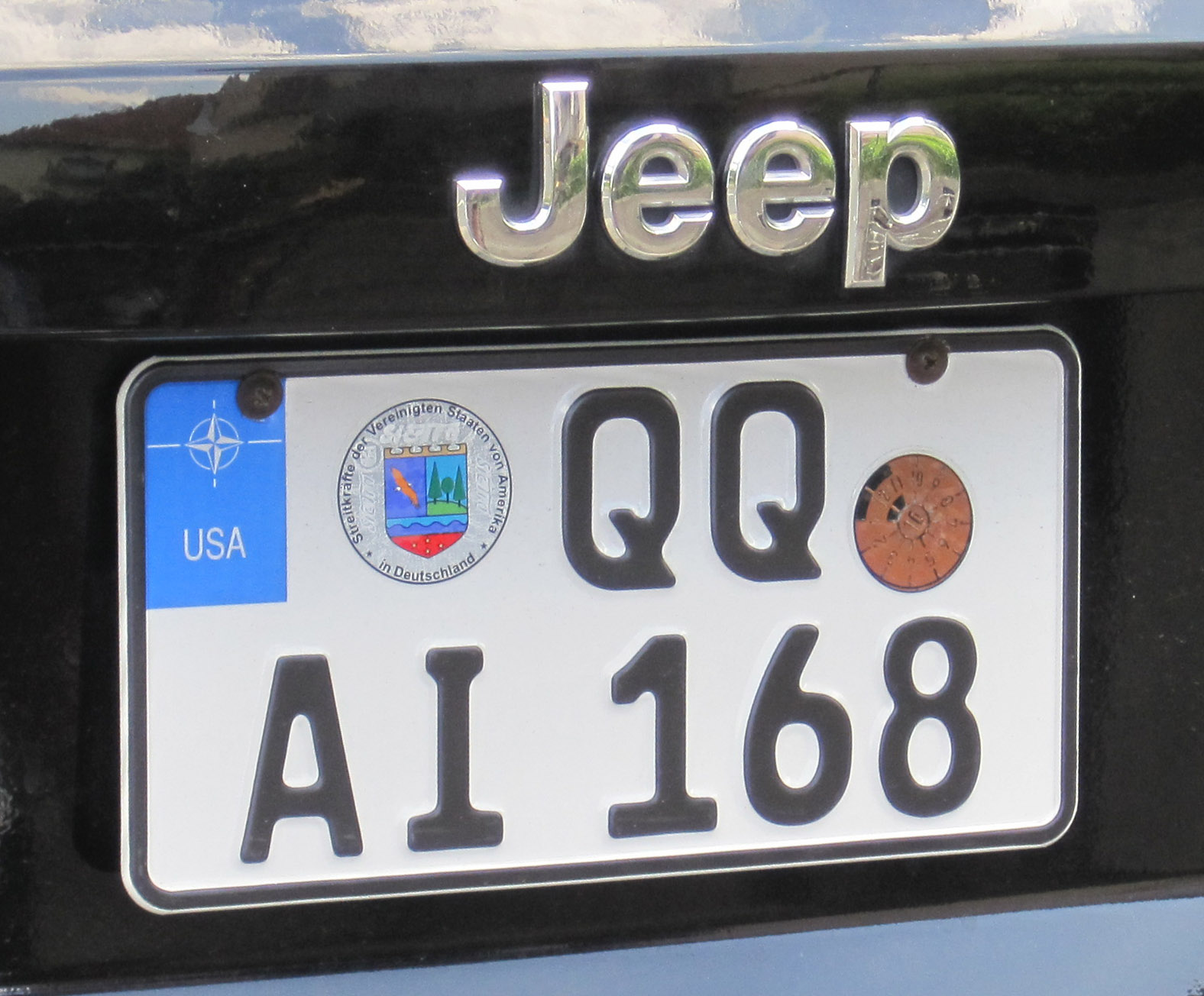
Exportkennzeichen QQ

Seit 2009 werden für die Verbringung von Fahrzeugen ins Ausland besondere Kombinationen ausgegeben. Der Aufbau der Kennzeichen ist identisch mit der „IF“-Serie. 2009 wurde „SH“ vergeben, seit 2010 wird „QQ“ verwendet. Die Kennzeichen sind jeweils 90 Tage gültig.